# Ashmeadiella chumashae
Ashmeadiella chumashae är en biart som beskrevs av Griswold 1985. Ashmeadiella chumashae ingår i släktet Ashmeadiella och familjen buksamlarbin. Inga underarter finns listade i Catalogue of Life.